# Operation Downfall
Operation Downfall var den övergripande allierade planen för en invasion av Japan i slutet av andra världskriget. Operationen ställdes in efter atombombningen av Hiroshima och Nagasaki och Sovjetunionens krigsförklaring mot Japan.
Operation Downfall hade två delar: Operation Olympic och Operation Coronet. Operation Olympic skulle sättas i verket i oktober 1945 för att erövra det japanska fastlandet sydligaste ö Kyushu, med den nyligen erövrade ön Okinawa som truppsamlingsplats.
Senare på våren 1946 skulle Operation Coronet sättas i verket, den planerade invasionen av regionen Kanto, nära Tokyo, på den japanska ön Honshu. Flygbaser på Kyūshū som skulle erövras i Operation Olympic skulle tillåta landbaserat flygstöd för Operation Coronet.
Japans geografi gjorde invasionsplanen självklar för japanerna också; de kunde förutspå de allierades invasionsplan noggrant och således justera sin försvarsplan, Operation Ketsugō. Japanerna planerade ett allomfattande försvar av Kyushu, med få reserver kvar för efterföljande försvarsoperationer.
Uppskattningen av dödsantalet varierade kraftigt men var extremt höga på bägge sidor: beroende på i vilken grad japanska civila skulle göra motstånd, uppskattade man miljoner förluster för de allierade och tiotals miljoner för japanerna.